# Alfarp
Alfarp (oficialmente en valenciano, Alfarb) es un municipio de la Comunidad Valenciana, España. Pertenece a la provincia de Valencia, en la comarca de la Ribera Alta.

## Toponimia
El topónimo de la aldea deriva del árabe الخرب (al-ḫarb), «el despoblado».
No sólo el nombre de la población es un topónimo árabe. También muchas de las partidas y lugares del término municipal son de origen árabe, destacando los nombres de las partidas de Almaguer (del árabe al-magid, que significa el canal de riego), en el extremo oriental del término municipal, Alquibla, al sureste de la población y, probablemente, el Realengo (de raal, terraza a orillas de un río) que queda, precisamente, en una terraza aluvial en la margen izquierda del río Magro, al este de Alfarp. Su término municipal tiene 20,6 km² (Alfarp en Open Street Map: ).
En mayo de 2024, el Consejo de Ministros autorizó que se realizara una consulta popular para elegir el nombre oficial de la localidad entre "Alfarp" y "Alfarb" después de la polémica que había suscitado el cambio de nombre que había realizado un año antes el Ayuntamiento. La consulta dio como resultado una victoria para el topónimo con 'p' por 452 votos a favor frente a los 27 votos de la denominación con 'b'.

## Geografía

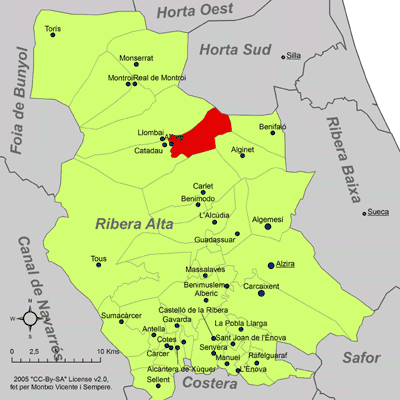
Localización en la comarca de la Ribera Alta

Forma parte del antiguo Marquesado (Marquesado de Llombay), perteneciente a la comarca de la Ribera Alta, ubicado junto al río Magro, que cruza el término municipal de norte a sur por el sector más occidental. La aldea está situada en el margen derecho de este río, muy cerca de Llombay y Catadau. Hacia el sur del pueblo, donde el río es bastante ancho, existe una zona de vado identificada en la Hoja 746 (Llombay) que se empleaba para atravesarlo desde muy antiguo, probablemente desde la época romana. Cerca del río en su margen izquierdo está el castillo y despoblado de Aledua, aunque ya en el término municipal de Llombay. Sus terrenos de riego están servidos, precisamente, por la acequia de Aledua.
A mediados del siglo XX existía en la partida del Realet, cerca del río Magro, al sureste del pueblo, una antigua noria con tracción de sangre para sacar agua del manto freático alimentado por el propio río.
El territorio es de superficie irregular, carece de alturas destacadas y está drenado por varios barrancos. Salvo por la parte sur, lo rodean montañas de pequeña elevación. El terreno es calizo, yesoso y con arcilla en algunas zonas. La vegetación es escasa, principalmente de monte bajo y esparto. Al sur del casco urbano de Alfarp, el río Magro forma una especie de meandro semiencajado en la Partida de Peñas Negras. La mayor parte del regadío se encuentra al sur de la población, es decir, junto al río Magro y en la parte occidental de El Almaguer, especie de llanura o valle intramontano que recorre la carretera CV-520.
El clima es mediterráneo típico. El Puntal del Besorí (sierra de Falaguera) presenta su vertiente de solana hacia El Almaguer en el término municipal de Alfarp. Este topónimo de Almaguer, también de origen árabe, está representado en Toledo (Corral de Almaguer) y también en la Villa de Almaguer en Colombia. Almaguer significa en árabe Canal lo cual puede deberse a que forma un valle tectónico orientado de oeste a este encerrado entre los restos calcáreos de dos filas de relieves residuales, como puede verse en el mapa tectónico de la zona.

### Localidades limítrofes
El término municipal de Alfarp limita con las siguientes localidades:
Al norte con Llombay y Picasent, al este con Alginet y Benifayó, al oeste con Catadau y al sur con Carlet, todas ellas de la provincia de Valencia.

### Accesos
- Autovía Valencia- Albacete, (por interior) A-7 salida 883, tomando luego la CV-520.
- CV-50 (Liria - Tabernes de Valldigna) Tomando la CV-520 por la salida de Llombay.
- Estación de Metro: Font del Almaguer (Línea 1) Bétera-Villanueva de Castellón, situada a 8 km de la población.

## Historia
Aunque en el término municipal de Alfarp hay importantes yacimientos prehistóricos, el origen de la actual población parece ser una alquería islámica, aunque incluso su topónimo (Al-khárb significa "despoblado o ruinas") parece indicar la existencia de un poblamiento anterior.
El antiguo lugar de Alfarp fue donado por Jaime I el 7 de julio de 1238, tres meses antes de la rendición de Valencia, a Pedro de Montagut. La familia poseyó el señorío, según privilegio otorgado por el rey Don Alfonso II de Aragón a 23 de diciembre de 1330, por el cual consta que hallándose dicho monarca en Valencia, dio con dicha fecha a Pedro de Montagut y a los suyos para siempre la mitad de las calinas o penas pecuniarias que procediesen de la jurisdicción civil, o en sus lugares de Carlet, Benimodo, Magaler, Xenguer, Alcudia de Carlet, Alharb y Recelán; y que también le dio el conocimiento y castigo de todos los crímenes que se cometiesen en dichos pueblos, a excepción de aquellos en que hubiese lugar a la pena de muerte natural o civil y de mutilación de miembro.
En el mismo día en que el rey Alfonso II otorgó a Pedro de Montagut la referida gracia, concedió también a los vecinos del lugar de Alfarp, y a todos sus bienes y mercaderías, franqueza de peaje, medio peaje, pedatico, portage, peso, medida, pasaje, usage, y de cualquiera otro impuesto, y costumbre nueva o vieja, puesta y por poner en todos sus dominios, por mar, tierra y agua dulce. Se conserva este privilegio en el folio 169 del Libro Grande de las Franquezas de la Ciudad y Reyno de Valencia; y en él se lee también que el Rey Alfonso II de Aragón lo expidió en atención al gran mérito que Don Pedro de Montagut Señor del lugar de Alharb también había contraído renunciando a los Fueros de Aragón. En él consta que vivía Doña Toda Eunetí, madre de Don Pedro de Montagut, la cual por derecho de viudedad poseía el lugar de Alharb y cobraba sus rentas.
El rey Don Alfonso II aunque había dado a Pedro de Montagut las penas pecuniarias y el conocimiento de ciertos crímenes en el lugar de Alfarp, se había reservado el mero imperio y la jurisdicción suprema; todo lo cual enajenó el Rey Don Pedro II de Aragón, según consta en el Privilegio que existe en el folio 178 del libro 4.º del Real Patrimonio. Consta en él que el rey Don Pedro II de Aragón, hallándose en Alcira a 14 de enero de 1358, en presencia de los nobles Bernardo de Cabrera, Pedro de Luna, Giliberto de Centelles, Matheo Mercer y Francisco de Perellós, Caballeros, vendió a Pedro de Centelles y a sus herederos y sucesores el mero y mixto imperio y toda la jurisdicción alta y baja y el ejercicio de ella, y cualquiera otro derecho que le pertenecía o podía pertenecerle en el lugar de Alharb y en sus términos, situados en los términos y juzgados de la villa de Alcira y en los habitantes del referido lugar y términos, por el precio de cinco mil Barceloneses, pero con Carta de Gracia. Autorizó esta escritura de venta Ferrer Gilabert en la villa de Alcira.
El Rey Don Juan I de Aragón lejos de procurar que se quitase la Carta de Gracia con que el Rey Don PedroII había vendido a Pedro de Centelles el mero imperio y la Jurisdicción suprema del Lugar de Alfarp, se convino con Eymerique de Centelles, y por haber añadido este tres mil sueldos Barceloneses al precio que había pagado Pedro Centelles, se la traspasó, otorgando para este efecto la correspondiente escritura en Zaragoza a 8 de abril de 1391.
Posteriormente Don Juan I de Aragón no se arrepintió con el tiempo de la nueva venta a Carta de Gracia del mero imperio y jurisdicción suprema de Alfarp, otorgada a favor de Eymerique de Centelles, antes bien, pasados dos años, le añadió la consistencia y seguridad que le faltaban. Así lo atestigua el Privilegio que otorgó con este motivo, el cual está en el folio 204 página 1 del Libro 34 de jurisdiccions de certs barons, guardado en el Archivo de la Baylia General de Valencia. Consta en él que hallándose el Rey Don Juan I en Valencia el 14 de marzo de 1393 atendiéndose a los servicios de Eymerique de Centelles, hizo perpetuas las Cartas de Gracia, con que, así, Pedro Centelles (sucesor de Eymerique) había comprado el mero imperio y la jurisdicción suprema de su lugar de Alfarp.
En el año 1438 consta que era señor de Alfarp el mismo que lo era de Aledua y Llombay. Aunque Eimeric Centelles llegó a ser Señor de Llombay, Aledua, Alfarp y Catadau, antes de la mitad del siglo XV, no se conoce ningún documento que exprese esta reunión hasta el año 1451. Según escritura judicial de venta otorgada ante el Tribunal de la Gobernación el 21 de mayo de 1451 y a instancia de Berenguer de Cardona procurador del noble Moceen Guillem Ramón Centelles, se vendieron a este por el precio de treinta mil y seiscientos florines la villa de Llombai y los lugares de Aledua, Alfarp y Catadau, llamados la Hoya de Torralbes, como bienes del noble Eimeric de Centelles.
Francisco de Borja, el santo, fue primer marqués de Llombay, por concesión del emperador Carlos I en Augusta, ciudad alemana, el 7 de julio de 1530, y tuvo por hijo primogénito a Carlos de Borja, segundo marqués de Llombay, primer Barón de Aledua, quinto duque de Gandía, por su matrimonio con Doña Magdalena de Centelles única hija de Don Francisco, y heredera de su hermano, único varón y último Conde de Oliva, Don Pedro Centelles, por esta señora recayeron los lugares de Alfarp, Aledua y Catadau.
Lugar íntegramente morisco (90 fuegos según el censo de Caracena), con su expulsión en 1609 quedó despoblado. En 1611 Carlos de Borja lo repobló con 32 familias.

### Escudo Heráldico
Aprobado por Decreto 3517/1972, de 14 de diciembre (B.O.E. núm.311 de 28 de diciembre de 1972) dictado a propuesta del Ministerio de la Gobernación, y previa deliberación del Consejo de Ministros, con el dictamen favorable de la Real Academia de la Historia.
Corona Ducal, un recuerdo de la Carta Puebla dada el 29 de mayo de 1611 para el lugar de Alfarp –observándose que se escribía con B final-, figurando como otorgante Don Domingo Carlos de Borja y Centelles, Duque de Gandía, Marqués de Llombay, Conde de Oliva y Señor del lugar, con toda la jurisdicción civil y militar. Dicha carta puebla, fue otorgada para el repoblamiento de Alfarp después de la expulsión de los moriscos del Reino de Valencia, cuya orden se pregonó el 22 de septiembre de 1609[cita requerida].
El toro con la bordurda con los ocho haces de espigas, es el escudo de armas perteneciente a la Casa de Borja, señores del lugar desde 1494. Se le ha añadido una torre, mazonada, cuadrada, de oro, que simboliza la fortaleza de Alfarp, entroncada con estirpe romana[cita requerida].

## Demografía
Alfarp cuenta con una población de 1676 habitantes (INE 2024).
| Gráfica de evolución demográfica de Alfarp entre 1842 y 2021                                                        |
| |
| Población de derecho según los censos de población del INE Población de hecho según los censos de población del INE |

## Economía

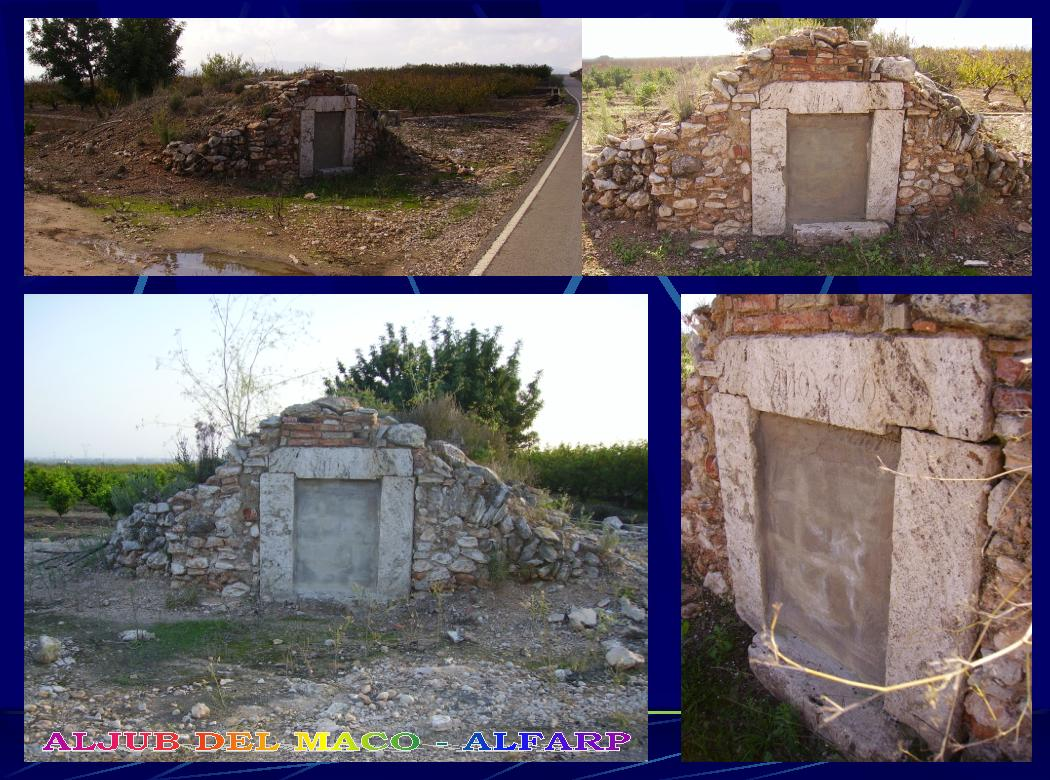
Depósito de agua de 1900.

Los cultivos de secano están dedicados a algarrobos, olivos, almendros y viña; es importante la superficie cultivada con uva moscatel, para el consumo directo y la elaboración de mistela. En el regadío se cultiva trigo, maíz, habas, garbanzos, patatas, melones, naranjas y melocotones. El riego se efectúa con aguas de las acequias de Alfarp y Aledua de Alginet, y con aguas procedentes de pozos. La construcción del pantano de Forata benefició mucho a los riegos.
La ganadería es un factor importante en la economía del término; destaca el ganado vacuno destinado a la producción lechera, así como el ovino y el porcino.

## Política y gobierno
| Periodo   | Nombre                                                                  | Partido                                  |
| --------- | ----------------------------------------------------------------------- | ---------------------------------------- |
| 1979-1983 | Vicente Añó Roig                                                        | Independiente                            |
| 1983-1987 | Miguel Añó Asensi                                                       | AP                                       |
| 1987-1991 | Miguel Añó Asensi                                                       | AP                                       |
| 1991-1995 | José Sanz Sanz José Antonio Gimeno Bisbal                               | PP                                       |
| 1995-1999 | Joaquín Monleón Barberá                                                 | CUE - Candidatura Unitària d'Esquerres   |
| 1999-2003 | Carmen Añó Sanz                                                         | PP                                       |
| 2003-2007 | Carmen Añó Sanz                                                         | PP                                       |
| 2007-2011 | Carmen Añó Sanz                                                         | PP                                       |
| 2011-2015 | Carmen Añó Sanz (2011-2013) Defunción José Miguel Añó Ortiz (2013-2015) | PP                                       |
| 2015-2019 | Santi Cervera Cardete                                                   | Iniciativa pel Poble-Compromís           |
| 2019-2023 | Santi Cervera Cardete                                                   | Iniciativa pel Poble-Compromís           |
| 2023-act. | Raúl Mínguez Sola (2023-2025) Vicent Alfonso Castelló (2025-2027)       | PSPV-PSOE Iniciativa pel Poble-Compromís |

## Patrimonio

### Castillo
- Castillo de Alfarp del siglo XII (restaurado)

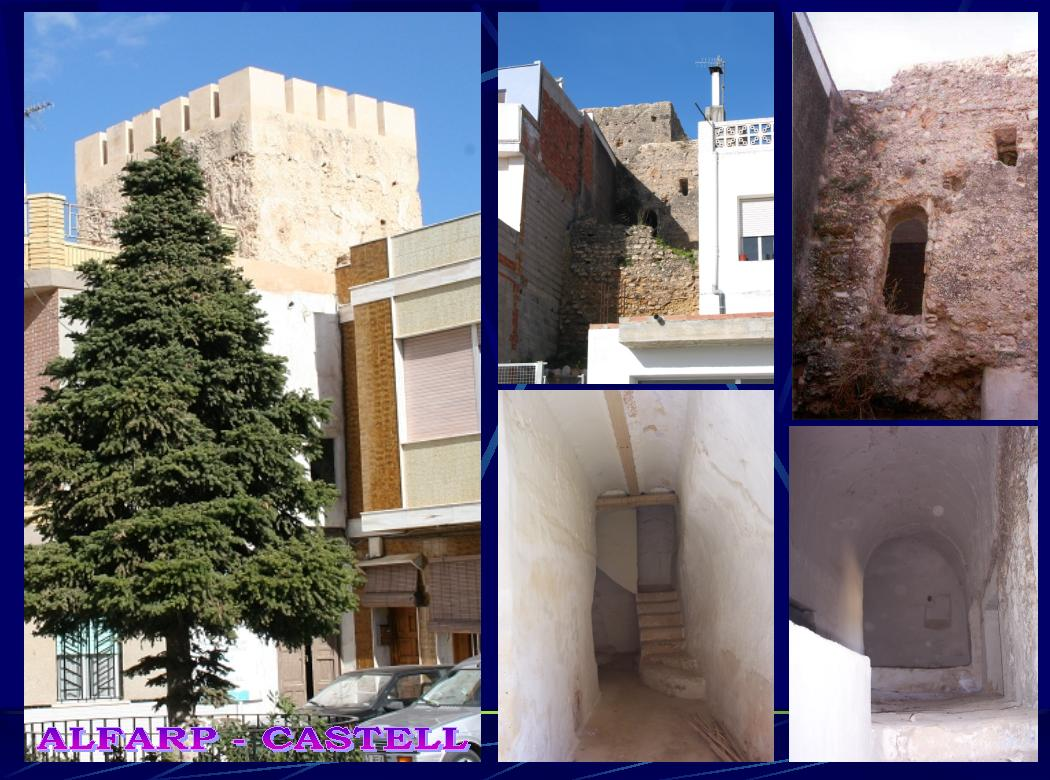
Castillo medieval en fase de restauración.

La torre del castillo se halla en la parte más alta de la población, frente al río Magro y concretamente en el número 7 de la plaza de Dalt, rodeada y encajonada por viviendas particulares que la ocultan parcialmente.
Declarado BIC, del que fuera castillo de Alfarp sólo queda una sólida torre rectangular, en relativo buen estado, construida a base de argamasa y mampostería. En su base se aprecian varias lápidas con inscripciones latinas (en una de ellas puede leerse 'Hercule Invicto'), lo que hace pensar en un posible origen romano, aunque lo más probable es que se trate de material antiguo de otra procedencia utilizado para esta obra.
Casi con toda probabilidad debe ser una construcción islámica, a tenor de la técnica constructiva, aunque no puede descartarse el que fuera una edificación feudal que utilizara materiales y mano de obra musulmana.
Igualmente, sólo podemos hacer conjeturas sobre el aspecto y tamaño del castillo al que pertenecía esta torre; debió tratarse de una pequeña fortificación que defendería la alquería y sus habitantes.
Actualmente está abierto los fines de semana y ofrece visitas gratuitas los sábados y domingos de 12-14 horas. Para más información se puede consultar la web del ayuntamiento.

### Iglesia San Jaime Apóstol
- Iglesia San Jaime Apóstol. s. XVIII (restaurada en 2003). (En Google Maps, Street View: )

La iglesia San Jaime Apóstol de Alfarp, es una construcción del siglo XVIII, está ubicada sobre una antigua iglesia dedicada a Santa María, en el libro publicado por el Ayuntamiento de Llombay, titulado “Marquesado de Llombay” aparece: allá por el año 1600, la parroquia de Alfarp está dedicada a Santa María y es pobre de solemnidad al igual que sus pobladores.
En las obras de restauración del vestíbulo en 1963, aparecieron restos de una edificación más antigua, que por desgracia volvieron a desaparecer bajo los cimientos del nuevo pórtico. Estas obras costaron un total de 14 383 pesetas.
No es posible demostrar con la documentación que posee la parroquia, la fecha de construcción del nuevo edificio, a pesar de esto, con motivo de la reforma de la fachada apareció en una piedra ubicada en un lateral de la ventana del coro los siguientes números “1699”, y se sabe de la costumbre de poner la fecha de las edificaciones en la última piedra, y perfectamente podría ser esta.
El patrón es San Jaime Apóstol del cual se poseen tres imágenes, una en su representación de peregrino, que se encuentra en el altar mayor, obra del escultor Octavio Vicent, otra de San Jaime con el caballo (el guerrero) del escultor Vicente Rodilla, situado en la capilla de Santa Teresa, y otra de mármol blanco situada en la capilla que se encuentra presidiendo la fachada de la iglesia parroquial incorporada en 1985.
La iglesia ha sufrido varias modificaciones a lo largo de los años, pero el más significativo se produce en 1931, cuando se contrataron unos pintores que decoraron los blancos y negros que hasta entonces había en las paredes y bóvedas revistiéndolas con yeso y pintándolas, dándole el aspecto que todavía hoy conserva.
Antes de la guerra civil, la iglesia tenía los siguientes altares según se desprende del inventario de los bienes de la parroquia del año 1943, en la cual el párroco hace una relación de cómo era la iglesia aproximadamente antes del 1936: San Jaime Apóstol, Corazón de Jesús, Niño Jesús, Virgen de los Dolores, Virgen de los Desamparados, Virgen de la Aurora, San José, San Vicente Ferrer, Sepulcro y la Beata Inés.
Después de la guerra civil, y debido al asalto sufrido el 24 de julio de 1936, todos los santos ornamentales y bienes de la parroquia, son destruidos o desaparecen, la iglesia estaba completamente vacía, pero al inventario de la parroquia del año 1955, aparecen las siguientes esculturas: Las dos imágenes de San Jaime, El Corazón de Jesús (realizada por José Casanova y regalada a la iglesia por “cura-ecónomo” D. José Lliso), la Purísima (del escultor Octavio Vicent), La Dolorosa (del escultor Vicente Rodilla).
Los murales que adornan en la actualidad la iglesia, fueron realizados por Francisco Calvo Añó (Paco Calvo), estimado vecino del pueblo y famoso pintor, que en la actualidad reside en Alicante, en su web IMÁGENES Y VÍDEO DE LA IGLESIA EN LA ACTUALIDAD Archivado el 14 de octubre de 2008 en Wayback Machine. se pueden apreciar imágenes de la iglesia de Alfarp.

## Lugares de interés

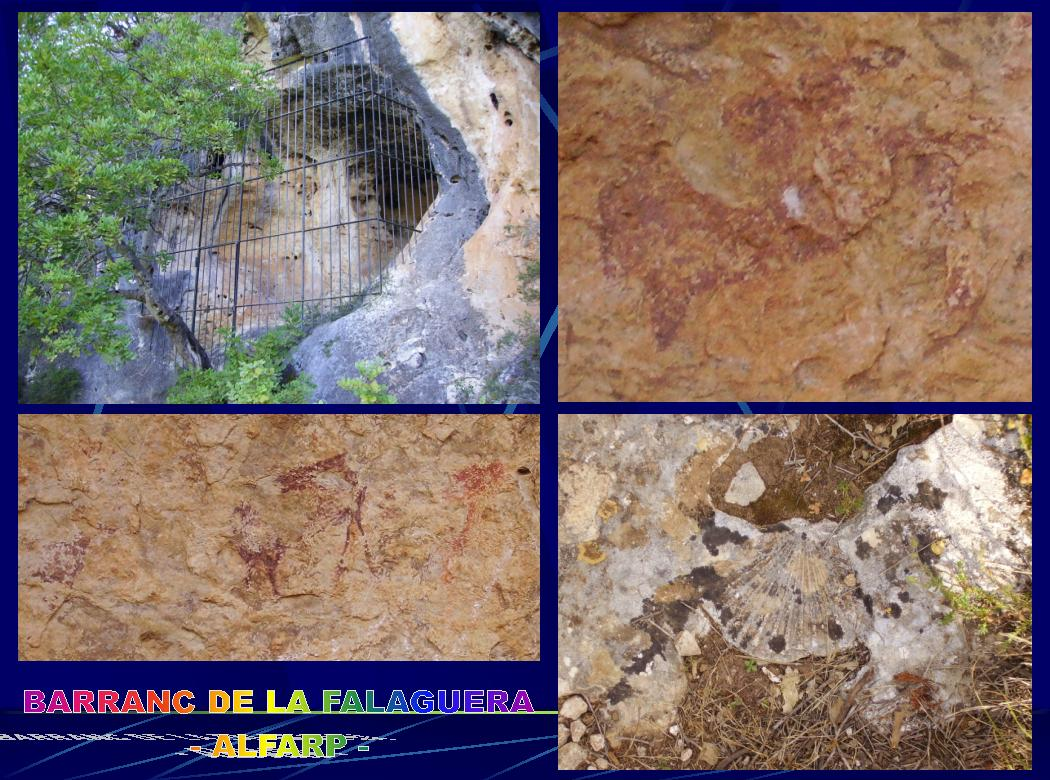
Abrigo de arte rupestre levantino en el barranco de la Falaguera de Alfarp.

### Pinturas rupestres
Alfarp cuenta entre su patrimonio histórico y artístico con unas pinturas pertenecientes al arte levantino. Están situadas en el barranco de la Falaguera, paraje de extraordinaria riqueza botánica y paisajística. Dichas pinturas fueron descubiertas a principios de los años 80 de manera casual por unos niños, fueron catalogadas por el catedrático de Prehistoria de la Universidad de Valencia, Valentín Villaverde, que realizó también los primeros calcos.
El barranco de la Falaguera posee tres abrigos de piedra calcárea en un estado regular de conservación. En el primero destacan las pinturas, con marcado carácter naturalista, y representaciones de cérvidos. El segundo tiene restos de pintura, posiblemente de una figura humana. En el tercer abrigo las pinturas rupestres representan motivos fusiformes.
El llamado arte levantino, consiste en representaciones humanas o de animales, en escenas de caza o rituales de pequeño tamaño, plasmadas en cuevas o abrigos naturales. Sus autores son grupos de cazadores recolectores asentados en las zonas de la sierra contiguas al litoral, donde a su vez habían florecido las primeras comunidades neolíticas.
El 2 de diciembre de 1998 después de varias sesiones de trabajo de la XXII reunión del comité de nombramientos de la UNESCO, organización internacional que gestiona las actividades relacionadas con la cultura, celebrada en la ciudad japonesa de Kioto, fueron declaradas Patrimonio de la Humanidad. En 1999 La Consejería de Cultura, bajo la coordinación de Rafael Martínez, director del Museo del Barranco de la Valltorta de Tírig, se encargó de colocar unas rejas para protegerlas de acciones vandálicas.
La Falaguera es un paraje que, además de las pinturas rupestres, incluye algunos yacimientos arqueológicos, posee gran cantidad de Pelecipodos (ostras). También es un paraje de gran riqueza medioambiental.
Puedes ampliar esta información en: Arte rupestre del Barranc de la Xivana (Alfarb) E. López, V. Villaverde, M. Martínez, R.I Domingo. (pp 6–26) Ed. Saguntum, 23 Universidad de Valencia, 2.

### Yacimientos arqueológicos
Se encuentran yacimientos arqueológicos pertenecientes a diferentes épocas históricas, así pues encontramos restos de poblados de la Edad del Bronce a los parajes naturales de "Ascopalls", en el "Puntal", y en la "Mallá", y restos romanos en "el bany", la plaza nueva, donde aparecieron dos columnas de mármol, y la torre medieval del castillo donde existen varias lápidas con inscripciones latinas.

## Fiestas locales
- Día de la "Sangre" ("La Sang"). Segundo miércoles del mes de julio. (Día de la Sangre)
- San Jaime Apóstol. 25 de julio (patrón del pueblo).
- San Roque. 26 de julio.
- Virgen de los Desamparados. 8 de mayo (patrona del pueblo).

## Gastronomía
Los productos típicos son los dulces destacando "el Mostatxó", "pasteles de azúcar" (els pastissos carats) elaborados por Navidad, "las monas de Pascua" ("les mones de pascua") y "rosquillas" para San Blas.